# 鄭已
鄭已（？年—？），字□修，浙江寧波府鄞縣人，明朝政治人物。進士出身。

## 生平
順天府鄉試第八名。成化二年（1466年）丙戌科會試第十一名，殿試登進士第二甲第八十二名。

## 家族
曾祖鄭道榮。祖父鄭子敬。父亲鄭弘。